# Kenyanthropus
Kenyanthropus je fosil hominina star 3,5 do 3,2 milijuna godina (iz pliocena) koji je u jezeru Turkana u Keniji 1999. otkrio Justus Erus, kao dio tima Meave Leakeya.
Arheološka otkrića u Lomekwiju 2015. godine, koja daju vjerojatno prvi i do danas najstariji poznati dokaz da su hominini upotrebljavali alat, ukazala su na to da su Kenyanthropus platyops možda najraniji poznati korisnici alata.

## Etimologija i opis
Ime Kenyanthropus platyops dodijeljeno je ovoj jedinstvenoj vrsti iz nekoliko razloga: naziv roda "Kenyanthropus" referenca je na Keniju, budući da je tamo otkriveno toliko različitih hominina, a ti su nalazi igrali značajnu ulogu u razumijevanju ljudske evolucije. Ime vrste "platyops" izvedeno je iz dvije grčke riječi: platus, što znači "ravno", i opsis, što znači "izgledati", a odnosi se na izgled vrlo ravnog lica fosilne lubanje.
Otkriće ovih fosila dovelo je do hipoteze o ranom adaptivnom širenju vođenog prehranom, kada se vrste diverzificiraju kako bi ispunile nove ekološke niše. Na taj se način objasnila činjenica da su otkrivene mnoge nove vrste Australopithecusa i drugih hominina koje su živjele prije ili otprilike istovremeno sa  Australopithecus afarensis. To ukazuje da su vrste u dalekoj prošlosti bile mnogo raznolikije nego što se prije mislilo. Čak i s fosilnim nalazima lubanja, njihova je prehrana još uvijek relativno nepoznata. Također, do sada nisu otkriveni dokazi o materijalnoj kulturi.
Predloženo je nekoliko aspekata okoliša u kojem je mogao živjeti, temeljem na usporednim testovima s drugim životinjama koje su živjele u njihovo vrijeme. Vjeruje se da su živjeli u "mozaičnom" okruženju, koje je uključivalo i travnjake i neka šumovita područja. To je sasvim različito od njihovog bliskog rođaka A. afarensis, koji je pronađen na nalazištima kao što su Laetoli, Tanzanija i Hadar u Etiopiji, za kojeg se vjeruje da je provodio značajan dio vremena među drvećem.

## Lokacije iskopavanja
Godine 1999., Meave Leakey vodio je ekspediciju u Keniji u potrazi za fosilima, drugu takvu ekspediciju u tom području. Prva ekspedicija bila je 1998. godine kada je otkriven paratip KNM-WT 38350. Počeli su kopati na mjestu koje je dalo mnoge druge istaknute primjerke fosilnih hominina, na jezeru Turkana. Član tima Justus Erus otkrio je lubanju u formaciji Nachukui u mjestu Lomekwi, području specifične geologije tik uz jezero. Ukupan broj fosila prikupljenih iz obje ekspedicije na mjestima kopanja obuhvaćao je sljepoočne kosti, tri djelomične donje čeljusti, dvije djelomične maksile i četrdeset četiri zuba, ali upravo je lubanja nazvana KNM-WT 40000 potaknula najviše znanstvenog interesa zbog svoje relativne cjelovitosti (Leakey 2001). Ova lubanja imala je mnoga obilježja koja su prije bila viđena u drugim primjercima, međutim kombinacija obilježja nikada prije nije bila viđena; to je navelo znanstvenike da shvate da je ovo doista zasebna i jedinstvena vrsta. 
KNM-WT 40000 i ostale kosti prikupljeni su iz tamnog muljevitog kamena koji je sadržavao vulkanske kamenčiće i očvrsnuti CaCO3. Muljeviti kamen se nalazio između Lokochot Tuffa i Tulu Bor Tuffa. Ispod Lokochot Tuffa nalazili su se Moiti Tuff i Topernawi Tuff. Primjerak KNM-WT 40000 datiran je na 3,5 milijuna godina, a ležište na 3,53 milijuna godina. Neposredno ispod ležišta nalazio se primjerak KNM-WT 38341, koji je datiran na 3,53 milijuna godina. Ostali primjerci s različitih lokaliteta koji su pronađeni iznad b-Tulu Bor Tuffa datirani su na oko 3,3 milijuna godina. Kamen je bio blizu plitkog jezera, što sugerira da su hominini živjeli u blizini rijeka ili jezera. 

## Taksonomija
KNM-WT 40000 je holotip, uzorak na kojem se temelji opis i naziv vrste.
Fosili Kenyanthropus platyopsa ukazuju da su hominini bili taksonomski raznolikiji tijekom srednjeg pliocena i da su čeljusti koje nisu isturene unaprijed evoluirale ranije nego što se prethodno mislilo. Njegova struktura lica i izvedene značajke vrlo su se razlikovale od one u Paranthropusa, uključujući gotovo sve kranijalne značajke. Zbog toga nije bilo razloga za dodjeljivanje nove lubanje rodu Paranthropus, osim ako se nekako ne može povezati s ranijom vrstom Paranthropusa. Još uvijek se smatra da su razlike u strukturi lubanje previše različite da bi svrstavanje u rod Paranthropusa uopće moglo biti moguće. Također, znatne su razlike u odnosu na Homo i Ardipithecus, i, iako njegova struktura lubanje ima nekoliko sličnosti s Australopithecusom - poput veličine mozga, dijelova nosa, suborbitalne i temporalne regije - razlike daleko premašuju sličnosti koje dovode do toga da ga se svrstava u vlastiti, novi rod. White (2003) je smatrao holotip Kenyanthropus platyopsa iskrivljenim uzorkom Australopithecus afarensis, tvrdeći da su njegove specifične značajke uzrokovane tafonomskim izobličenjem. S druge strane, Cela-Conde i Ayala (2003) predložili su da Kenyanthropus treba smatrati sinonimom od roda Homo, s tim da je K. platyops primitivna Homo vrsta. Spoor i sur. (2010) pružili su dodatne morfološke dokaze kako bi pobili Whiteove zaključke (2003) napominjući da se maksila KMN-WT-40000 razlikuje od maksile svih australopiteka, a studija iz 2016. ojačala je zaključke Spoor i sur. (2010) isticanjem razlika između maksile Kenyanthropus-a i A. afarensis i A. deyiremeda.
S obzirom na postojanje manjih kutnjaka već u ovom trenutku, moguće je da bi prethodni sestrinski takson svih modernih hominina, Praeanthropus afarensis, trebao zamijeniti Kenyanthropusom. Fragmentarni primjerci koje je bilo teško klasificirati sada se ponovno procjenjuju kako bi se utvrdilo odgovaraju li ovom rodu.

## Morfologija
Fosil Kenyanthropus platyopsa ispitivali su Collard i Wood (2001) kako bi se utvrdile dvije vrste karakteristika kategorizirane kao kraniometrijske i tradicionalne. Kraniometrijski znakovi predstavljaju linearna mjerenja prilagođena veličini između standardnih kranijalnih orijentira. Tradicionalni znakovi predstavljaju one koji se najčešće koriste u sustavnim istraživanjima majmuna i ranih hominida. Ti znakovi mogu biti kvantitativni i kvalitativni. Keyanthropus platyops izdvojen je morfologijom maksile, koju karakteriziraju ravna i relativno ortogna podnazalna regija, sprijeda postavljeni zigomatični proces i mali kutnjaci. Drugim riječima, Kenyanthropus je imao male kutnjake i ravno lice koje je nalikovalo anatomski modernim ljudima. Ostale značajke Kenyanthropusa su gusta caklina, strmi ulaz u nosnu šupljinu i umjerena dubina donje čeljusti. 

## Evolucijski put
Iako je izuzetno težak zadatak odgonetnuti evoluciju hominina, znanje o tim homininima raste. Kao što je naznačeno na slici obiteljskog stabla evolucije hominina, skupina Australopithecus bila je poznata kao jedan od starijih hominina prije pronalaska ovog 1999. godine. Keyanthropus platyops zapravo su evolucijski put hominina učinili još više zbunjujućim zbog činjenice da su određene vrste predstavljale novu vrstu vrsta i roda. Međutim, nakon otkrića fosila u Keniji došlo se do ideje da su K. platyops jedna od ranijih vrsta koja je živjela u isto vrijeme kao i Australopithecus afarensis. Nakon pronalaska lubanje K. platyops, zajednički predak prebacio se iz A. afarensis na K. platyops.

## Vanjske poveznice
- Čovjek s ravno lice Kenije ( Priroda )
- Članak BBC Science
- Slika Kenyathropus platyops u Američkom prirodoslovnom muzeju
- Ljudska vremenska crta (interaktivna) - Smithsonian, Nacionalni prirodoslovni muzej (kolovoz 2016.).